# Todo es posible en Granada
Todo es posible en Granada es una película cómica española de 1954 dirigida por José Luis Sáenz de Heredia y protagonizada por Merle Oberon,  Francisco Rabal y Rafael Bardem. Fue seleccionada en la sección oficial del Festival Internacional de Cine de Cannes de 1954.
La película fue rodada en blanco y negro pero además contiene varias escenas de corte fantástico y musical con Antonio 'el Bailarín' y su ballet, rodadas todas ellas en color con el sistema español cinefotocolor, del cual quedan pocos ejemplos que se conserven.
En 1982 se realizó una segunda versión bajo el mismo título protagonizada por Manolo Escobar y Tessa Hood, y dirigida por Rafael Romero Marchent.

## Sinopsis
A raíz de los acuerdos entre España y Estados Unidos, llega a Granada una delegación de una empresa minera de aquél país en busca de uranio. 
Tras hablar con los propietarios de los terrenos, todos venden menos uno. Fernando (Paco Rabal), el propietario de ese terreno, cree que allí se oculta un tesoro musulmán y por eso se niega a vendérselos a Margaret (Merle Oberon), la representante de la compañía estadounidense. Ante su negativa, los compañeros de Margaret idean otros métodos para convencerlo pero el amor se interpone en sus planes.

## Reparto
- Merle Oberon como Margaret Faulson
- Francisco Rabal como Fernando Ortega
- Peter Damon como Robbie
- Rafael Bardem como Mr. Taylor
- Félix Dafauce como Mr. Olivier
- Gustavo Re como Quincallero
- José Isbert como Joaquín
- Antonio Riquelme como Padre del limpiabotas
- José G. Rey como Mr. Cummings
- Antonio Fernández como Sereno
- Luis Pérez de León como Anticuario
- Joaquín Roa como Labrador 1º
- José Alburquerque como Corregidor
- Arturo Marín como El Jerezano
- Casimiro Hurtado como Labrador 2º
- Félix Briones
- Pedro Giménez 'El Pili' como El Petaca
- Josefina Fortea como Peggy
- Maruja Coral como Mujer
- Antonio el Bailarín como Limpiabotas
- Rosita Segovia como Primera Bailarina
- José Luis Sáenz de Heredia como Periodista
- Juan Vázquez como Peluquero